# 王文模
王文模（1911年—1995年），中国人民解放军将领、中国人民解放军开国少将。
曾任中国人民解放军南京军区后勤部卫生部政委。1955年，授予中国人民解放军少将。